# Pheasant Run
Pheasant Run – jednostka osadnicza w Stanach Zjednoczonych, w stanie Ohio, w hrabstwie Lorain.